# Nymburk
Nymburk (Tjekkisk udtale: [ˈnɪmburk]; tysk: Nimburg, Neuenburg an der Elbe) er en by i den tjekkiske region Centralbøhmen i Tjekkiet. Den har omkring 15.000 indbyggere. Den er beliggende ved Elben. Den historiske bymidte er velbevaret og er beskyttet ved lov som et bymonumentzone.

## Geografi
Nymburk ligger omkring 35 km øst for Prag. Den ligger i lavlandet det Centrale Elb-plateau i Polabí-regionen. Byen ligger på begge bredder af Elben og ligger ved sammenløbet af floderne Elben og Mrlina.

## Historie
Byen blev grundlagt omkring 1275 af kong Ottokar 2. af Bøhmen. Gennem hele middelalderen var den en af de vigtigste og mest strategiske byer i kongeriget, da den beskyttede Prag og var en vigtig søjle i kongemagten.
Under Wenceslaus 2. blev den gotiske St. Nicholas-kirke (i dag St. Giles-kirken) og dominikanerklosteret bygget. Byen var omgivet af mure af brændte mursten med omkring halvtreds tårne og to forsvarsgrøfter, med vand fra Elben. Hussitterkrigene i det 15. århundrede påvirkede kun byen lidt (dominikanerklosteret blev plyndret), og derfor blomstrede byen indtil begyndelsen af det 17. århundrede.